# ラルフ・ウィンター
ラルフ・ウィンター（Ralph Winter、1952年4月24日 - ）は、アメリカ合衆国の映画プロデューサー。

## 来歴
カリフォルニア州グレンデール出身であり、カリフォルニア大学バークレー校で歴史を学んだ。彼の最初の制作経験は、ブロードウェイデパートメントストアへのトレーニングビデオのプロデュースであった。

## フィルモグラフィ
- スタートレックIII ミスター・スポックを探せ! Star Trek III: The Search for Spock (1984)
- スタートレックIV 故郷への長い道 Star Trek IV: The Voyage Home (1986) - 製作総指揮
- スタートレックV 新たなる未知へ Star Trek V: The Final Frontier (1989) - 製作総指揮
- Plymouth (1991)
- スタートレックVI 未知の世界 Star Trek VI: The Undiscovered Country (1991) - 製作
- キャプテン・ロン Captain Ron (1992) - 製作総指揮
- ホーカス ポーカス Hocus Pocus (1993) - 製作総指揮
- ブレイン・スナッチャー/恐怖の洗脳生物 The Puppet Masters (1994) - 製作
- サイバーネット Hackers (1995) - 製作
- ハイ・インシデント/警察ファイルJ High Incident (1996、テレビシリーズ) - 製作
- マイティ・ジョー Mighty Joe Young (1998)
- GO!GO!ガジェット Inspector Gadget (1999) - 製作総指揮
- 人間消失 Left Behind: The Movie (2000) - 製作
- X-メン X-Men (2000) - 製作総指揮
- PLANET OF THE APES/猿の惑星 Planet of the Apes (2001) - 製作
- X-MEN2 X2 (2002) - 製作
- トナカイのブリザード Blizzard (2003) - 製作総指揮
- ファンタスティック・フォー ［超能力ユニット］ Fantastic Four (2005) - 製作
- 悪魔と天使 The Visitation (2006) - 製作
- X-MEN:ファイナル ディシジョン X-Men: The Last Stand (2006) - 製作
- THR3E 影なき爆殺魔 Thr3e (2006) - 製作
- ファンタスティック・フォー:銀河の危機 Fantastic Four: Rise of the Silver Surfer (2007) - 製作
- ウルヴァリン:X-MEN ZERO X-Men Origins: Wolverine (2009) - 製作
- 捕われた女 Captive (2015) - 製作総指揮
- THE PROMISE/君への誓い The Promise (2016) - 製作総指揮
- アドリフト 41日間の漂流 Adrift (2018) - 製作総指揮